# Modlitwa w Ogrójcu
Modlitwa w Ogrójcu (wł. Orazione nell’orto) – obraz renesansowego malarza Andrea Mantegna z 1460 roku.
Obraz jest przykładem fascynacji malarza architekturą klasyczną i starożytnością. Temat dzieła został zaczerpnięty z Ewangelii św. Mateusza (Mt. 26.36) i św. Marka (Mk. 14.32), ze sceny modlitwy Jezusa w ogrodzie Getsemani na Górze Oliwnej. Jezusowi ukazuje się anioł zapowiadający jego przyszłe męczeństwo, a uczniowie mu towarzyszący posnęli. Obecnie obraz znajduje się w National Gallery w Londynie.

## Opis obrazu
Mantegana scenę przyozdobił wieloma symbolami nawiązującymi do przyszłego Zmartwychwstania oraz detalami architektonicznymi. Rzymscy żołnierze zostali przedstawieni w strojach klasycznych, Judasz, który ich prowadzi, nosi eleganckie szaty. W tle znajdują się ufortyfikowana Jerozolima z amfiteatrem, kolumnami, dekoracyjnym reliefem i wymyślonymi przez autora budynkami.

## Symbolika obrazu
W górnym lewym rogu Mantegna umieścił aniołów. Ich postacie nawiązują do posągów antycznych i zgodnie renesansową modą przypominają zdrowe dzieci. W ich rękach znajdują się przedmioty męki pańskiej: cierniowa korona, kielich, krzyż, słup i włócznia. W prawym dolnym rogu artysta namalował zwalone drzewo, które symbolizowało grzech. Obok, ze śpiących apostołów, zgodnie z symboliką religii chrześcijańskiej, wyrasta kwitnące drzewo. Zestawienie drzewa suchego i obsypanego kwieciem symbolizowało zbawienie i grzech. Kwitnące drzewo na obrazie symbolizuje przyszłe zmartwychwstanie.
W swym dziele Montegna umieścił również postacie zwierzęce. Na suchej gałęzi siedzi sęp, który symbolizował złą nowinę. Czaple lub pelikany u dołu obrazu są symbolem największej ofiary Chrystusa Na drodze do ogrodu i drodze prowadzącej w górę do nieba znajdują się króliki, które symbolizują duszę chcącą wznieść się do nieba.